# Dianmeisaurus
Dianmeisaurus is een geslacht van uitgestorven pachypleurosauriërs uit de Guanlingformatie uit het Midden-Trias van China. 

## Naamgeving
De typesoort Dianmeisaurus gracilis is in 2015 benoemd door Shang Qing-Hua en Li Chun. De geslachtsnaam verwijst naar de herkomst uit de provincie Yunnan (Dian) en combineert dit met mei, 'schoonheid'. De soortaanduiding betekent 'de lichtgebouwde' in het Latijn.
Het holotype, IVPP V 18630, is een bijna volledig skelet uit de bovenste afzetting van de Guanglingformatie（Anisien）van de prefectuur Luoping. Het is alleen zichtbaar van de onderzijde. In 2017 werd een tweede exemplaar beschreven, specimen IVPP V 17054, ook weer een volledig en in verband liggend skelet. Dit is van de bovenzijde zichtbaar en verschaft dus veel aanvullende informatie.

## Beschrijving
Dianmeisaurus is minder dan een halve meter lang. Het holotype meet 315 millimeter en IVPP V 17054 is vijfentwintig centimeter lang. De schedel van het holotype is tweeëntwintig millimeter lang.
Er zijn verschillende onderscheidende kenmerken aangegeven. Het beenschot (of althans de beenplaat) tussen de oogkassen is extreem versmald (tot een derde van de afstand tussen de bovenste slaapvensters). Het kaakgewricht ligt ter hoogte van de achterhoofdsknobbel. Het sleutelbeen heeft een grote en robuuste voorste buitenste tak. Het bovenste uiteinde van de ellepijp is veel breder dan het onderste uiteinde. Er bevinden zich eenenveertig wervels (drieëntwintig halswervels en achttien ruggenwervels) vóór het heiligbeen (dat zelf vier sacrale wervels telt vóór weer eenenveertig staarwervels).

## Fylogenie
Dianmeisaurus werd gevonden als de zustersoort van Diandongosaurus. Die vormen weer een tak met Majiashanosaurus, Keichousaurus en Dianopachysaurus welke dicht bij de Nothosauroidea ligt.